# ازلا (أزلا)
ازلا هي إحدى مشيخات المملكة المغربية، تتبع جغرافيا لإقليم تطوان وإداريًا لأزلا. يقدر عدد سكانها بـ 2989 نسمة حسب الإحصاء الرسمي للسكان والسكنى لسنة 2004.